# Tjärnmyrtjärnen (Nordmalings socken, Ångermanland, 706640-167408)
Tjärnmyrtjärnen är en sjö i Nordmalings kommun i Ångermanland och ingår i Leduåns huvudavrinningsområde.